# ブラックサイト
『ブラックサイト』（原題: Untraceable）は、2008年に公開されたアメリカのサスペンス映画。R-15指定。原題は「追跡不可能」の意。また、この映画ではインターネット上のシャーデンフロイデ（いわゆる「他人の不幸は蜜の味」）について投げかけが行われている。

## 概要
オレゴン州ポートランドを舞台に「killwithme.com」というサイトで殺人の実況中継を行なう犯人と、それを食い止めようとするFBIサイバー捜査官の戦いを描く。監督は『オーロラの彼方へ』、『真実の行方』のグレゴリー・ホブリット。日本では2002年の『ジャスティス』以来、6年ぶりの新作となった。

## キャスト
※括弧内は日本語吹き替え
- ジェニファー・マーシュ捜査官 - ダイアン・レイン（塩田朋子）
- エリック・ボックス刑事 - ビリー・バーク（神奈延年）
- グリフィン・ダウド捜査官 - コリン・ハンクス（福田賢二）
- オーウェン・レイリー - ジョセフ・クロス（増田裕生）
- ステラ・マーシュ - メアリー・ベス・ハート（鳳芳野）
- アニー・ハスキンズ - パーラ・ヘイニー＝ジャーディン

## スタッフ
- 監督: グレゴリー・ホブリット
- 製作: トム・ローゼンバーグ、レイクショア・エンターテインメント
- 音楽: クリストファー・ヤング
- 撮影監督: アナスタス・ミコス
- 編集: デヴィッド・ローゼンブルーム
- 美術: ポール・イーズ
- 衣装: エリザベッタ・ベラルド
- 特殊メイク: 大村公二

## 各国レイティング
詳細は映画のレイティングシステムを参照。
- アメリカ：R（17+）
- 日本：R-15
- イギリス：18
- ドイツ：16
- フランス：-16
- スウェーデン：15
- カナダ：18A、16+（ケベック州のみ）
- スイス：16
- イスラエル：18
- シンガポール：NC-16
- アイルランド：18
- 韓国：18
- オーストラリア：MA（15+）
- オランダ：16
- 台湾：R-18
- フィリピン：R-13